# Tanjung Makmur (Tebing Tinggi)
Tanjung Makmur is een bestuurslaag in het regentschap Empat Lawang van de provincie Zuid-Sumatra, Indonesië. Tanjung Makmur telt 1175 inwoners (volkstelling 2010).